# Brotas (Mora)
Brotas ist eine Gemeinde (Freguesia) im portugiesischen Kreis (Concelho) von Mora. In ihr leben 340 Einwohner (Stand 19. April 2021).